# امیرآباد شول
امیرآباد شول روستایی در دهستان ملک‌آباد بخش گلستان شهرستان سیرجان استان کرمان ایران است.

## جمعیت
بر پایه سرشماری عمومی نفوس و مسکن در سال ۱۳۹۵ جمعیت این مکان ۱٬۷۰۳ نفر (۴۶۷خانوار) بوده‌است.